# Hoplia jacobsoni
Hoplia jacobsoni är en skalbaggsart som beskrevs av Edmund Reitter 1903. Hoplia jacobsoni ingår i släktet Hoplia och familjen Melolonthidae. Inga underarter finns listade i Catalogue of Life.